# George Dantzig
George Bernard Dantzig (Portland, 8 novembre 1914 – Palo Alto, 13 maggio 2005) è stato un matematico e statistico statunitense, noto soprattutto per avere introdotto l'algoritmo del simplesso e per essere considerato il padre della programmazione lineare.

## Biografia
Suo padre, Tobias Dantzig, era un matematico lettone che aveva studiato con Poincaré a Parigi. Tobias aveva sposato una sua compagna di studi alla Sorbona, Anja Ourisson, e con lei era emigrato negli Stati Uniti e aveva vissuto nell'Oregon. In questo stato la moglie diede alla luce George Dantzig nella città di Portland.
George Dantzig prese la laurea in matematica e fisica presso l'Università del Maryland nel 1936. Successivamente si trasferì all'UC Berkeley per proseguire gli studi. All'inizio della seconda guerra mondiale dovette sospendere gli studi e divenne Capo del Settore di Analisi di Combattimento (Combat Analysis Branch) presso il Centro di controllo Statistico del Quartier Generale della Aeronautica Militare degli Stati Uniti; in quest'ambito doveva risolvere problemi di carattere logistico relativamente agli approvvigionamenti e alla gestione di centinaia di migliaia di articoli e di persone. Questo lavoro rese concreti i problemi del "mondo reale" che la programmazione lineare sarebbe arrivata a risolvere.
Dopo la guerra Dantzig riprese gli studi e ottenne il master in matematica presso l'Università del Michigan e il PhD a Berkeley nel 1946.

## Dantzig e la programmazione lineare
Inizialmente intenzionato ad accettare un posto da insegnante a Berkeley, Dantzig fu persuaso dalla moglie e dai vecchi colleghi del Pentagono a ritornare presso la USAF come consulente matematico. E in questo ambito, nel 1947, pose per la prima volta il problema della programmazione lineare e propose il metodo del simplesso per risolverlo. Nel 1952 divenne ricercatore matematico presso la RAND Corporation, dove cominciò a implementare la programmazione lineare sui computer prodotti da tale azienda. Nel 1960 fu assunto come consulente dalla sua alma mater, dove insegnò informatica, diventando direttore del centro per la ricerca operativa. Nel 1966 ottenne una posizione simile presso la Stanford University dove rimase fino al suo pensionamento, avvenuto nel 1990.
Dantzig è morto di vecchiaia a 90 anni, il 13 maggio 2005, nella sua casa a Stanford, California, per complicazioni da diabete e disfunzioni cardiovascolari.
In aggiunta al suo lavoro, significativo nello sviluppo del metodo del simplesso e nell'approfondimento della programmazione lineare, Dantzig esplorò anche i campi della teoria della scomposizione, dell'analisi della sensitività, dei metodi pivot complementari, dell'ottimizzazione su larga scala, della programmazione non lineare, e della programmazione nelle condizioni di incertezza. A lui fu dedicato il primo numero del SIAM Journal on Optimization (SIAM = Society for Industrial and Applied Mathematics) nel 1991.
Ricevette un dottorato onorario dalla Università del Maryland nel 1976; fu inoltre insignito di molte onorificenze, come la National Medal of Science nel 1975 e il John von Neumann Theory Prize nel 1974.
Fu membro della Accademia nazionale delle scienze, della National Academy of Engineering, e dell'American Academy of Arts and Sciences.
La Mathematical Programming Society rese onore a Dantzig creando il Dantzig Award, riconoscimento assegnato ogni tre anni, a partire dal 1982, a una o due persone che avessero lasciato una impronta significativa nel campo della programmazione matematica.

## Curiosità
Nel 1939, quando ancora era a Berkeley come studente, Dantzig doveva frequentare una lezione del professor Jerzy Neyman, tuttavia arrivò in ritardo di pochi minuti. Neyman aveva nel frattempo già scritto alla lavagna quattro esempi di problemi di statistica irrisolti. Quando Dantzig arrivò, presunse che i quattro problemi fossero un compito per casa e ne annotò due di essi. Per Dantzig, i problemi "parvero essere un po' più difficili del solito", ma pochi giorni più tardi egli produsse una completa soluzione per entrambi, sempre convinto si trattasse di una consegna in ritardo. Sei settimane più tardi, Dantzig ricevette una visita dall'eccitato professore, che aveva rielaborato una delle soluzioni di Dantzig perché fosse pubblicata su una rivista di matematica. Anni più tardi, il ricercatore Abraham Wald, che si apprestava a pubblicare un articolo in cui si perveniva a una conclusione del secondo problema, quando apprese della soluzione che questi aveva trovato molto prima, incluse Dantzig come suo coautore.
Questa storia cominciò a circolare e fu in seguito utilizzata come esempio da citare a lezione, a dimostrazione della potenza del "pensare positivo". Nel corso del tempo il nome del protagonista e gli avvenimenti furono cambiati ad hoc, ma la storia di base persistette sotto forma di leggenda urbana; tra l'altro ispirò la scena introduttiva del film Will Hunting - Genio ribelle.